# Azerbaiyán en el Festival de la Canción de Eurovisión 2010
Azerbaiyán participó en el Festival de la Canción de Eurovisión 2010. El país empezó a buscar su representante a finales de mayo de 2009, cuando abrió las convocatorias: una para cantantes y otra para canciones. En la primera fase del proceso, los artistas que deseaban participar enviaron la versión karaoke de la canción con la que querían participar en el proceso de selección, uno de los temas debe ser una balada y el otro, una canción up-tempo. Se tuvo en cuenta también otras habilidades, como que la habilidad para bailar o hablar idiomas. 
Finalmente la representante nacional fue Safura Alizadeh, de 17 años, seleccionada de un casting abierto para los artistas y una final nacional. Safura interpretó la canción "Drip Drop" en el concurso celebrado en Bærum, Noruega, y terminó en quinto lugar en la final. La cadena azerbaiyana İctimai Televiziya və Radio Yayımları Şirkəti (ITV) seleccionó la canción el 18 de marzo.

## Land of Fire2010
Poco después del concurso de 2009, ITV había terminado de dar a conocer la información de la selección para la edición de 2010. Se llevaron a cabo dos llamadas separadas abiertas para las canciones y los artistas para seleccionarlas para representar a Azerbaiyán en el Concurso de 2010.

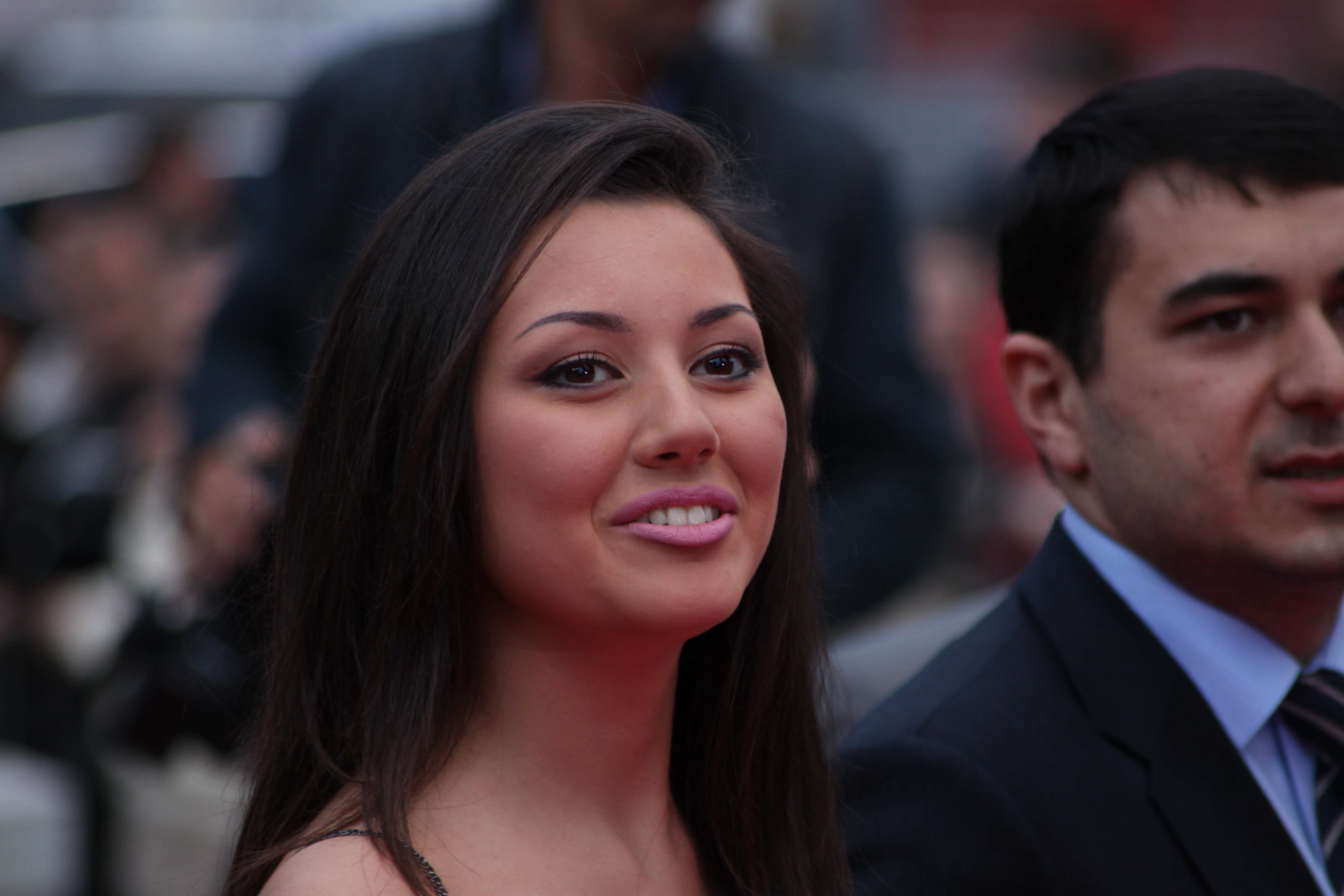
Safura, de 17 años, fue una de las participantes del concurso.

La primera fase de las propuestas de selección ocasionados por los artistas interesados para competir en la selección. Los artistas que desearon participar tenían que presentar una versión karaoke de las canciones que querían tomar parte en el procedimiento de selección, uno de los cuales tenía que ser una balada y la otra una canción uptempo. El baile de los artistas, la actuación y las habilidades en distintos idiomas fueron utilizados también en la selección de la cantante para el Concurso. No hubo restricciones a cualquiera de la nacionalidad del compositor, o el idioma de la canción.
Alrededor de veinte candidatos expresaron su interés en representar a Azerbaiyán en Eurovisión 2010 un 8 de julio de 2009. Entre ellos estaba el ganador de la última temporada del concurso de talentos musicales Yeni Ulduz, Safura Alizadeh, así como otros jóvenes participantes de otros concursos, tales como Azad Shabanov, Chingiz Mustafayev, Huseyn Abdullayev y la banda de Sumqayit Sevan Uraklar.
De un total de 30 candidatos, ITV seleccionó a seis artistas para participar en el concurso después de haber sido evaluados por especialistas locales y extranjeros. La semifinal se celebró el 2 de febrero en el Palacio de Buta en Bakú. Tres concursantes se clasificarían a la final, que se celebrará a finales de febrero de 2010. El ganador del concurso fue elegido por votación del 100% del jurado. ITV anunció las seis canciones seleccionadas para el concurso el 30 de enero, todas ellas interpretadas en inglés.

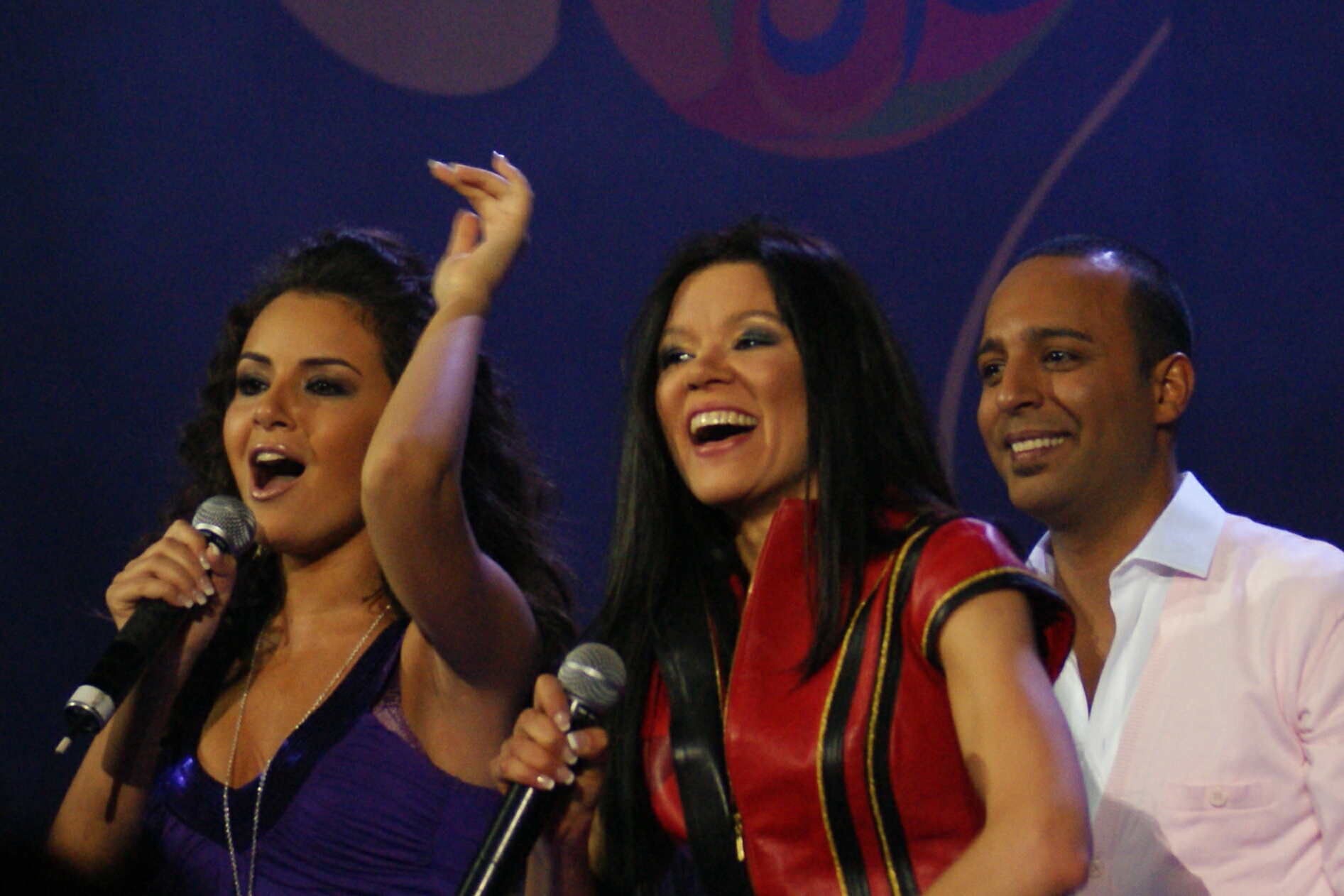
AySel y Ruslana participaron en la gala nacional de Eurovisión 2010.

### Semifinal
La semifinal se celebró el 2 de febrero en el Palacio de Buta, en Bakú. Tres concursantes fueron seleccionados de entre los seis anteriores por un jurado de la final.
El concurso se inició con una actuación en solitario de la representante de Azerbaiyán en 2009, Aysel Teymurzadə, que logró el tercer puesto en Eurovisión 2009 con Arash Labaf con la canción "Always". Después apareció la ganadorea del Festival de Eurovisión 2004, la estrella ucraniana Ruslana, que interpretó sus éxitos "Dance with the Wolves", "The Girl That Rules", "The Same Star" y, finalmente, la canción ganadora de Eurovisión "Wild Dances", introducida por una actuación de danza del vientre oriental.
Después de las actuaciones, el ganador de Eurovisión 2009 Alexander Rybak llevó a cabo algunos de sus éxitos, incluyendo una versión de "Can't Take My Eyes off You" y una versión en ruso-inglés de su canción ganadora de Eurovisión "Fairytale".
Los tres competidores de la final fueron Milk & Kisses, Safura Alizadeh y Maryam Shabanova. Sin embargo las canciones que compiten no pueden ser utilizados en la final, y puede ser cambiado por los demás.
| # | Artista          | Canción           | Letras (l) / Música (m)                                     |
| - | ---------------- | ----------------- | ----------------------------------------------------------- |
| 1 | Milk & Kisses    | "I Am On Fire"    | Dilara Kazimova (m & l), Farida Nelson (m), DJ LOOPer (l)   |
| 2 | Elli Mishiyeva   | "Up, Up"          | Isa Malikov (m), Paulina Malikova (l), Elli Mishiyeva (l)   |
| 3 | Azad Shabanov    | "Smile"           | Zahra Badalbeyli (m), Vusal Garayev (l)                     |
| 4 | Ulviyya Rahimova | "In Love"         | Ulviyya Rahimova (l), Sergey Guliyev (m), Lala Guliyeva (m) |
| 5 | Safura Alizadeh  | "Soz ver"         | Elvin Musayev (m), Gunel Musayeva (l), Zahra Badalbeyli (l) |
| 6 | Maryam Shabanova | "I've Had Enough" | Maryam Shabanova (m & l)                                    |

### Final
La final tuvo lugar el 2 de marzo. Los tres artistas Milk & Kisses, Maryam Shabanova y Safura Alizadeh realizaron cada uno una canción en el concurso, seleccionados por una convocatoria abierta por ITV. El jefe de la delegación de Azerbaiyán, Adil Karimli, informó de que cerca de diez compositores han expresado su interés en el concurso, todos ellos extranjeros. Sin embargo la APA informó que el compositor ya había sido seleccionado y que sería el productor norteamericano Timbaland.

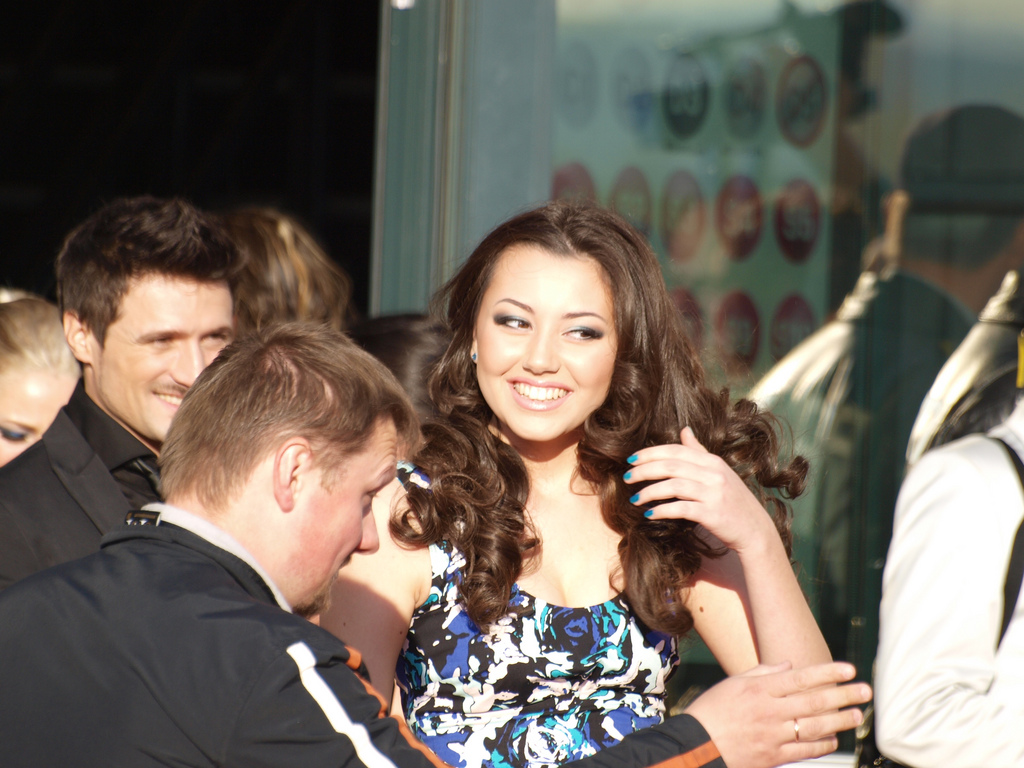
Safura, ganadora del Yeni Ulduz de 2009, ganó finalmente el galardón.

El 19 de febrero Adil Karimli confirmó que la final nacional que se celebrará el 2 de marzo, de nuevo en el Palacio de Buta, en Bakú. Los tres finalistas llevaría a cabo cinco canciones entre ellas, compuestas por autores extranjeros y grabado recientemente en Kiev, Ucrania. Los cuatro temas fueron los siguientes: "Drip Drop" y "Under My Skin", interpretados por los tres concursantes; "Soulless", interpretado por Safura Alizadeh y Shabanova Maryam, "Cancelled", por Milk and Kisses y "Don't Let The Morning Come".
La concursante de Georgia de 2010 Sopho Nizharadze y Aysel, representante de Azerbaiyán en 2009, fueron invitadas a la final, y Nizharadze abrió la gala con su éxito "Shine" para todo el público azerbayano.
Un jurado compuesto por siete miembros seleccionó a Safura Alizadeh como la representantes de Azerbaiyán para el Festival de la Canción de Eurovisión 2010. El 18 de marzo ITV seleccionó "Drip Drop", escrito por Stefan Örn y Sandra Bjurman, como la canción azerbayana, previa deliberación sobre la canción que enviar a Eurovisión de los tres realizados por Safura en la final, o para elegir una nueva canción.
| # | Artista          | Canción         | Compositor(es)             |
| - | ---------------- | --------------- | -------------------------- |
| 1 | Safura Alizadeh  | "Drip Drop"     | Stefan Örn, Sandra Bjurman |
| 2 | Safura Alizadeh  | "Under My Skin" | Stefan Örn, Sandra Bjurman |
| 3 | Safura Alizadeh  | "Soulless"      | Anders Lundström           |
| 4 | Milk and Kisses  | "Under My Skin" | Stefan Örn, Sandra Bjurman |
| 5 | Milk and Kisses  | "Drip Drop"     | Stefan Örn, Sandra Bjurman |
| 6 | Milk and Kisses  | "Cancelled"     | Stefan Örn                 |
| 7 | Maryam Shabanova | "Under My Skin" | Stefan Örn, Sandra Bjurman |
| 8 | Maryam Shabanova | "Soulless"      | Anders Lundström           |
| 9 | Maryam Shabanova | "Drip Drop"     | Stefan Örn, Sandra Bjurman |